# I когорта аскалонцев
I стрелковая конная когорта аскалонцев (лат. Cohors I Ascalonitanorum sagittariorum equitata) — вспомогательное подразделение армии Древнего Рима.
Данное подразделение было основано около 51 года в конце правления императора Клавдия из жителей палестинского города Аскалон. Оно дислоцировалось в провинции Сирия и упоминается в нескольких военных дипломах, датированных 88 и 156 годом. По всей видимости, когорта принимала участие в Первой Иудейской войне. Кроме того, вексилляция когорты входила в состав кавалерийского отряда под командованием Марка Валерия Лоллиана, который воевал с парфянами в 161—166 годах. После этого подразделение было полностью переброшено в Месопотамию, где и стало лагерем. Возможно, когорта участвовала в гражданской войне 193—197 годов на стороне Септимия Севера.